# Bouéjou
Bouéjou ist eine Siedlung auf der Komoreninsel Anjouan im Indischen Ozean.

## Geografie
Der Ort liegt am Südzipfel der Insel bei Gnamboimro unterhalb des Berges Patsoani.
Im Westen bildet das Tal des T’Santsa einen tiefen Einschnitt, so dass es keine Straßen nach Mnazichoumoué gibt.

## Klima
Nach dem Köppen-Geiger-System zeichnet sich Bouéjou durch ein tropisches Klima mit der Kurzbezeichnung Am aus. Die Temperaturen sind das ganze Jahr über konstant und liegen zwischen 20 °C und 25 °C.